# Adony (keresztnév)
Az Adony vitatott eredetű magyar férfinév, talán az ad szóval függ össze a jelentése.

## Gyakorisága
Az 1990-es években szórványosan fordult elő. A 2000-es és a 2010-es években sem szerepel a 100 leggyakrabban adott férfinév között.
A teljes népességre vonatkozóan a 2000-es és a 2010-es években az Adony nem szerepelt a 100 leggyakrabban viselt férfinév között.

## Névnapok
- június 26.[2]